# Frei Pedro da Guarda

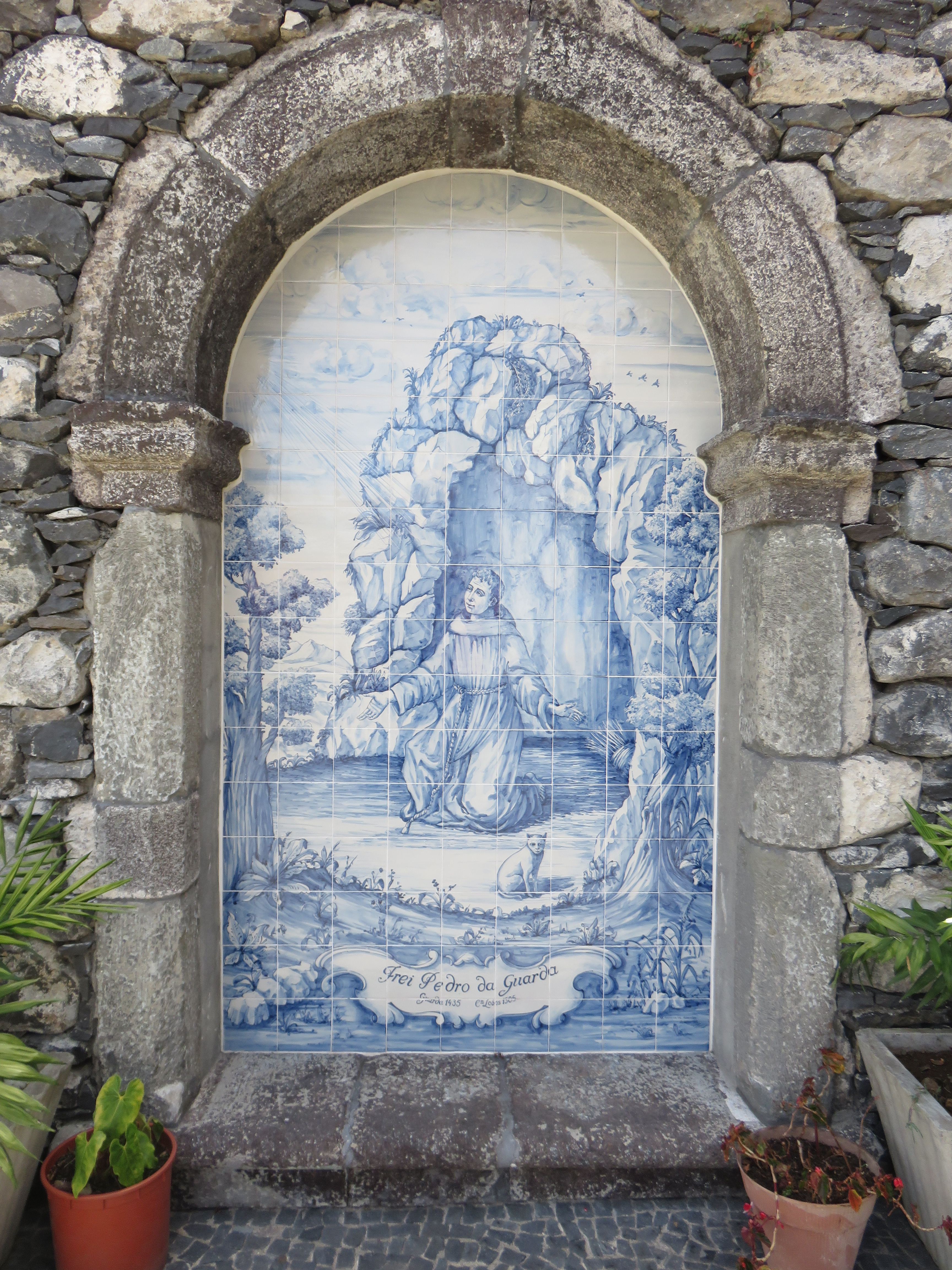
Azulejos No Mosterio de São Bernardino

Frei Pedro da Guarda (1435-1505 ou 1495-1565) nasceu na Guarda, foi um frade franciscano, conhecido pelos madeirenses por Santo Servo de Deus. Viveu em Câmara de Lobos, na Madeira. Rumores dizem que este frade se refugiou na Madeira porque na sua terra natal era constantemente louvado.
Viveu 20 anos na Madeira, no Convento de S. Bernardino, onde faleceu. Há registos que mostram que Frei Pedro da Guarda escolheu ser cozinheiro, por ser uma profissão humilde, e que apenas comia os restos da comida, deixados por religiosos em dias de festa, e frutos silvestres.
Entre muitos contos populares, ouve-se dizer que este tinha poder sobre os animais da terra e as aves do céu, curava pessoas, erguia-se no ar. Outra história interessante é a ter feito, misteriosamente, aparecer um saco de pão, para dar aos mendigos que estavam à porta do convento.
Depois da sua morte, muitas habitantes da Madeira, iam venerar os frade ao Convento, na esperança que ele os curasse. O frade guardense, apesar ter fama de santo, e de ter havido até processos na tentativa de o canonizar, nenhum deles teve sucesso. Em 1835, todos as relíquias e objetos que lhe prestavam homenagem foram destruídos por ordem do vigário capitular e governador do bispado do Funchal, cónego António Alfredo de Santa Catarina Braga, que no mesmo ano publicou no Porto um opúsculo sobre o assunto intitulado Impostura dos Frades da Ilha da Madeira. Entendia assim cumprir o seu “rigoroso dever, para desagravar a verdadeira e sã doutrina do cristianismo”, pois que nunca havia sido canonicamente autorizado o culto de Fr. Pedro da Guarda.
Atualmente, os seus devotos, nomeadamente da paróquia de Santa Cecília, veneram-no como um santo, embora não seja reconhecido pela Igreja.
Tem também uma praça com o seu nome na cidade da Guarda